# Mark Nicholson
Magnus Douglas "Mark" Nicholson (6. marts 1871 i Oakengates, Shropshire, England – 3. juli 1941 in Oswestry, Shropshire, England) var en engelsk fodboldspiller der var aktiv fra slutningen af 1800-tallet og en af de væsentligste aktører i udviklingen af fodbold i Østrig. I Østrig blev han kendt som M.D. Nicholson (managing director) og var blandt andet den første præsident i det østrigske fodboldforbund.
Mark Nicholson begyndte sin karriere i april 1889 i Oswestry Town, og skrev i maj 1891 professionel kontrakt med West Bromwich Albion. Han spillede sin første ligakamp i september 1891 mod Everton F.C.. Han opnåede højdepunktet som spiller, da han i 1892 vandt FA Cup'en i en kamp mod Aston Villa.
Nicholson flyttede senere til Østrig, hvor han spillede for flere østrigske klubber.

## Eksterne links
- Brief Nicholsons zur Gründung des FC Nicholson (tysk)